# Momento estándar
En teoría de la probabilidad y estadística, el k-simo momento estándar de una distribución de probabilidad es {\displaystyle {\frac {\mu _{k}}{\sigma ^{k}}}\!} donde {\displaystyle \mu _{k}} es el k-simo momento centrado sobre la media y σ es la desviación estándar. 
Es la normalización del k-simo momento centrado con respecto a la desviación estándar. La potencia de k es porque los momentos crecen como {\displaystyle x^{k}}, lo que significa que {\displaystyle \mu _{k}(\lambda X)=\lambda ^{k}\mu _{k}(X)} son polinomios homogéneos de grado k, y así los momentos estándar son invariantes en escala. Mientras los momentos centrados tienen dimensión, los momentos estándar, no.
- El primer momento estándar es cero, porque el primer momento centrado sobre la media es cero.
- El segundo momento estándar es uno, porque el segundo momento sobre la media es igual a la varianza (el cuadrado de la desviación estándar)
- El tercer momento estándar es la asimetría. El grado de asimetría de una distribución se denomina sesgo hacia la derecho o hacia la izquierda; no debe confundirse con sesgo muestral (ver artículo "Skewness" en inglés).
- El cuarto momento estándar sirve para obtener la curtosis.